# Мазира
Мазира́ (фр. Mazirat) — коммуна во Франции, находится в регионе Овернь. Департамент коммуны — Алье. Входит в состав кантона Марсийя-ан-Комбрай. Округ коммуны — Монлюсон.
Код INSEE коммуны — 03167.

## Население
Население коммуны на 2008 год составляло 289 человек.
| 1962 | 1968 | 1975 | 1982 | 1990 | 1999 | 2008 |
| ---- | ---- | ---- | ---- | ---- | ---- | ---- |
| 350  | 400  | 320  | 297  | 301  | 267  | 289  |

## Экономика
В 2007 году среди 177 человек в трудоспособном возрасте (15—64 лет) 125 были экономически активными, 52 — неактивными (показатель активности — 70,6 %, в 1999 году было 64,5 %). Из 125 активных работали 105 человек (63 мужчины и 42 женщины), безработных было 20 (12 мужчин и 8 женщин). Среди 52 неактивных 14 человек были учениками или студентами, 25 — пенсионерами, 13 были неактивными по другим причинам.

## Достопримечательности
- Церковь Сен-Мартен (XIX век)
- Плотина Рошбю (XIX век)